# Завод альфа-олефінів у Нератовиці
Завод альфа-олефінів у Нератовиці – колишнє підприємство нафтохімічної промисловості Чехії, котре знаходилось на півночі країни у місті Нератовіце.
Ще у 1970-х роках в Нератовіце почалось продукування мономеру вінілхлориду. Необхідний для цього етилен постачали по трубопроводу з Літвінова, де працювала установка парового крекінгу. В подальшому наявну інфраструктуру вирішили використати для живлення виробництва альфа-олефінів, котрі використовуються як ко-полімери (1-бутен, 1-гексен, 1-октен), а також для випуску мастильних матеріалів (1-децен, 1-додецен), миючих засобів та інших хімічних продуктів.
Завод застосовував технологію олігомеризації етилену, придбану в компанії Chevron Philips. Він почав роботу в 1992-му, проте вийти на повну проектну потужність – 120 тисяч тонн на рік – не вдавалось через перевиробництво та відповідну незадовільну цінову ситуацію на світовому ринку. В кінці 1990-х ситуація короткочасно виправилась через проблеми на заводі альфа-олефінів у бельгійському Фелу. Втім, вже у 2003-му нератовіцьке виробництво закрили через збитковість. 